# North Wootton (Norfolk)
North Wootton is een civil parish in het bestuurlijke gebied King's Lynn en West Norfolk, in het Engelse graafschap Norfolk met 2445 inwoners.